# Asta Regia
Asta Regia (o Hasta Regia) fue una antigua ciudad establecida con alta probabilidad en el Bronce Final atlántico (1250 a. C. - 850 a. C.) que habría perdurado hasta el S.X d. C. Sus restos arqueológicos se encuentran hoy enterrados bajo trigales en la barriada rural de Mesas de Asta en Jerez de la Frontera (Andalucía, España), en un vasto terreno de 60 hectáreas. La urbe que habría sido ocupada por tartesos, fenicios, turdetanos, romanos e islámicos, habría alcanzado una extensión en su máximo periodo de esplendor de 25 hectáreas, las cuales se están analizando desde 2017 con georradar.
Las investigaciones llevadas a cabo por Manuel Esteve, a mediados del siglo XX, creen que fue un asentamiento fundado por los tartesios, que posteriormente habría sido una ciudad romana de gran importancia en la Bética. Existen estudios que contemplan la posibilidad de que hubiese sido la Atlántida, al encontrarse en una zona inundable entre las desembocaduras de los ríos Guadalquivir y Guadalete. Fue declarada Bien de Interés Cultural (BIC), bajo la categoría de zona arqueológica, en 2000.

## Ubicación
Se encuentra en la carretera A-2000, que une Jerez de la Frontera y Trebujena. El asentamiento arqueológico se ubica a 11 km del centro urbano de Jerez.

## Restos arqueológicos

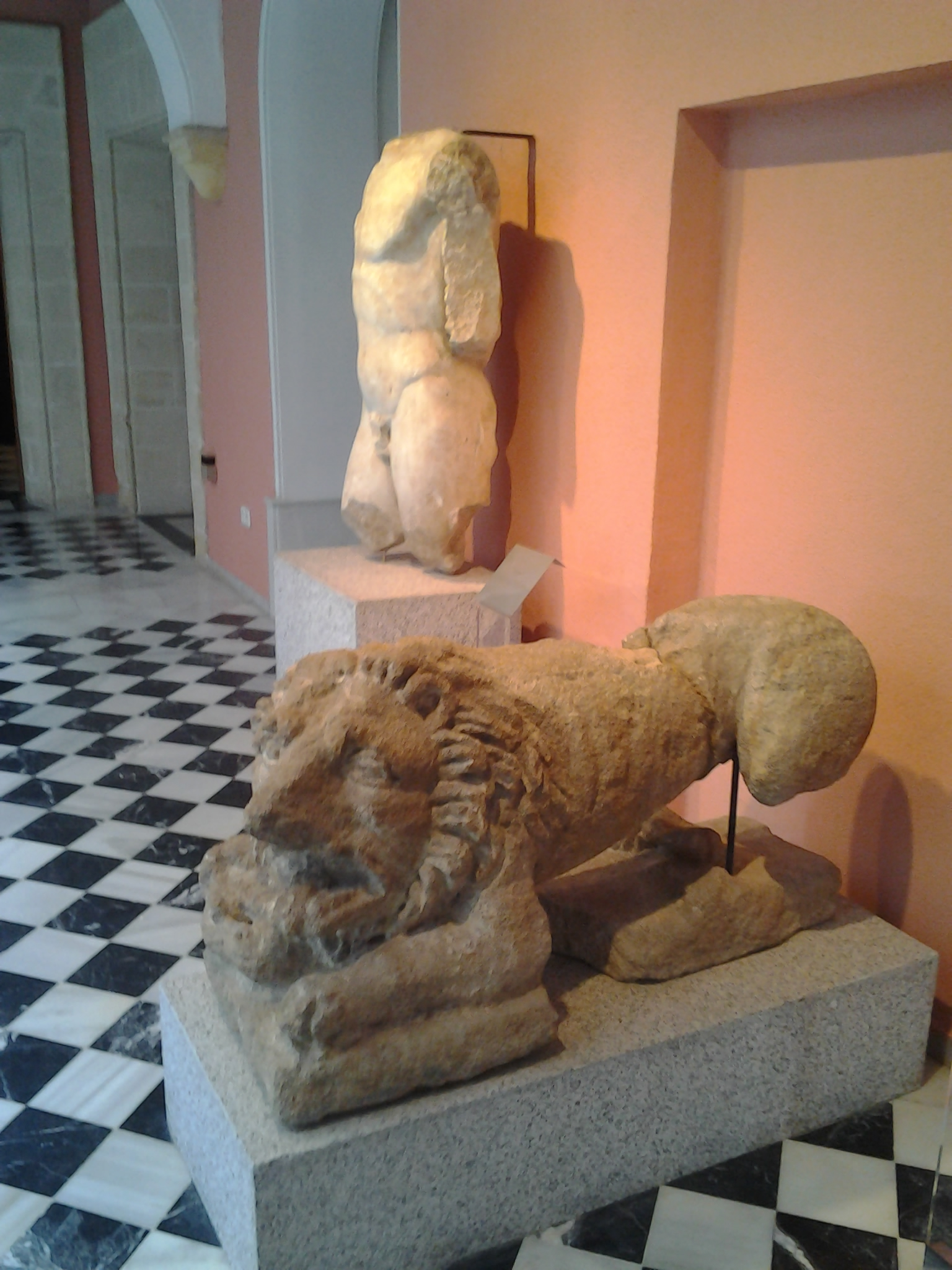
Estatua romana de un torso masculino e iberorromana de un león procedente de Asta Regia.

Existen indicios de presencia humana desde el Neolítico hasta la época Islámica del siglo X. Según estudiosos de la historia, en época romana la ciudad tuvo mayor importancia que Baelo Claudia o Itálica, de ahí su apelativo de Regia. Recientemente se ha demostrado que tenía mezquita hasta el siglo X. Igualmente, se han encontrado diversas placas con inscripciones en la zona. Y también parece demostrada la existencia suburbios y una necrópolis.
El yacimiento es actualmente propiedad privada, y parece que existe escaso interés por parte de las administraciones públicas en adquirirlo para excavarlo y protegerlo a pesar de haberse identificado nuevas edificaciones enterradas. No obstante, Esteve hizo excavaciones en la zona el siglo pasado, estando la mayoría de piezas encontradas (de los periodos tartésicos y turdetanos) en el Museo Arqueológico de Jerez.

## Actuaciones recientes

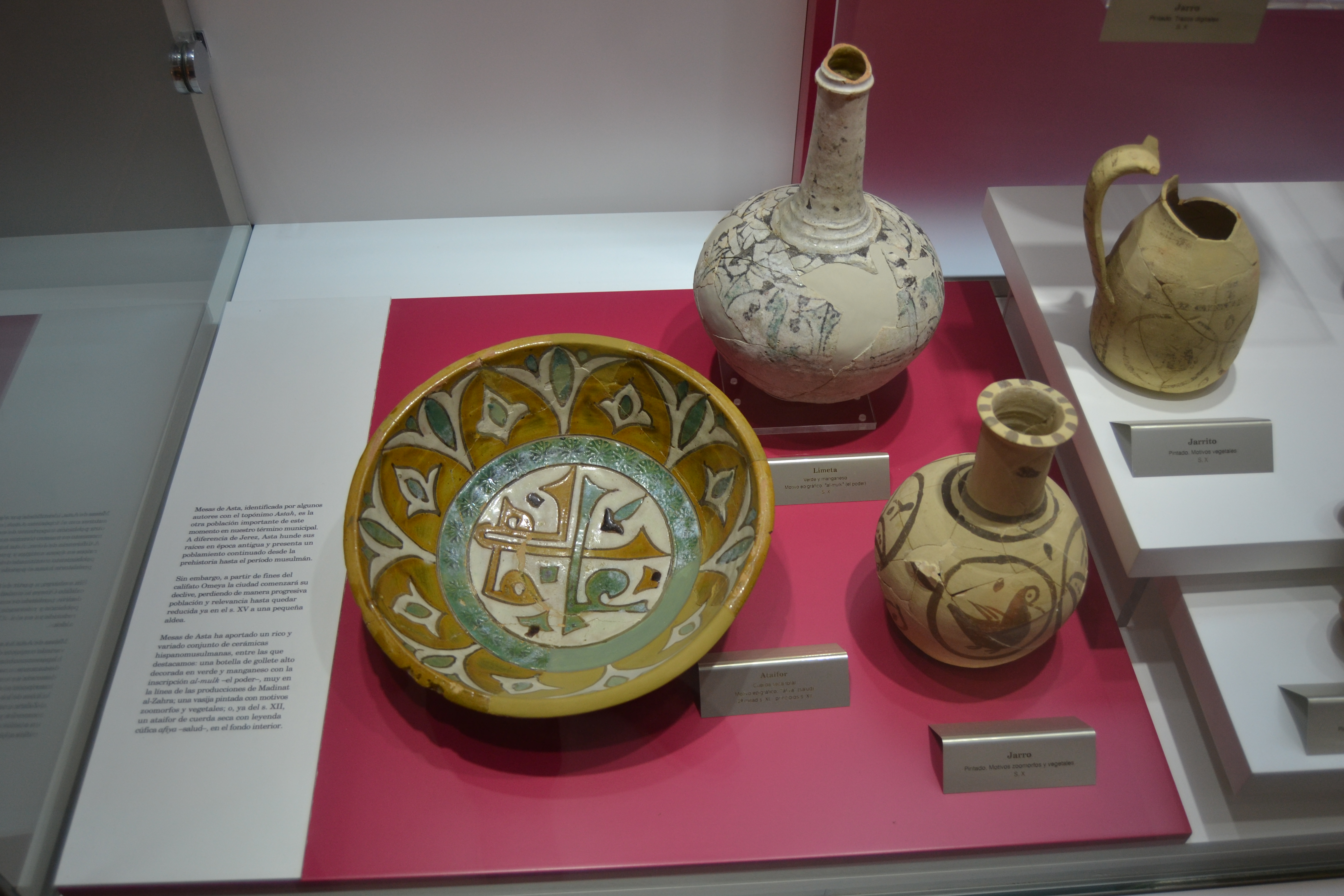
Restos encontrados.

Actualmente se está usando equipamiento de última generación para realizar arqueología no invasiva, escaneado en 3D el contenido a varios metros de profundidad del suelo. La investigación está realizada con el apoyo de productores de Jerez, la Universidad de Cádiz, la Junta de Andalucía y el Ayuntamiento de Jerez. Los resultados muestran varias ciudades, al menos romanas (de gran tamaño), islámica y medieval.
Mientras, siguen apareciendo hallazgos en la zona.

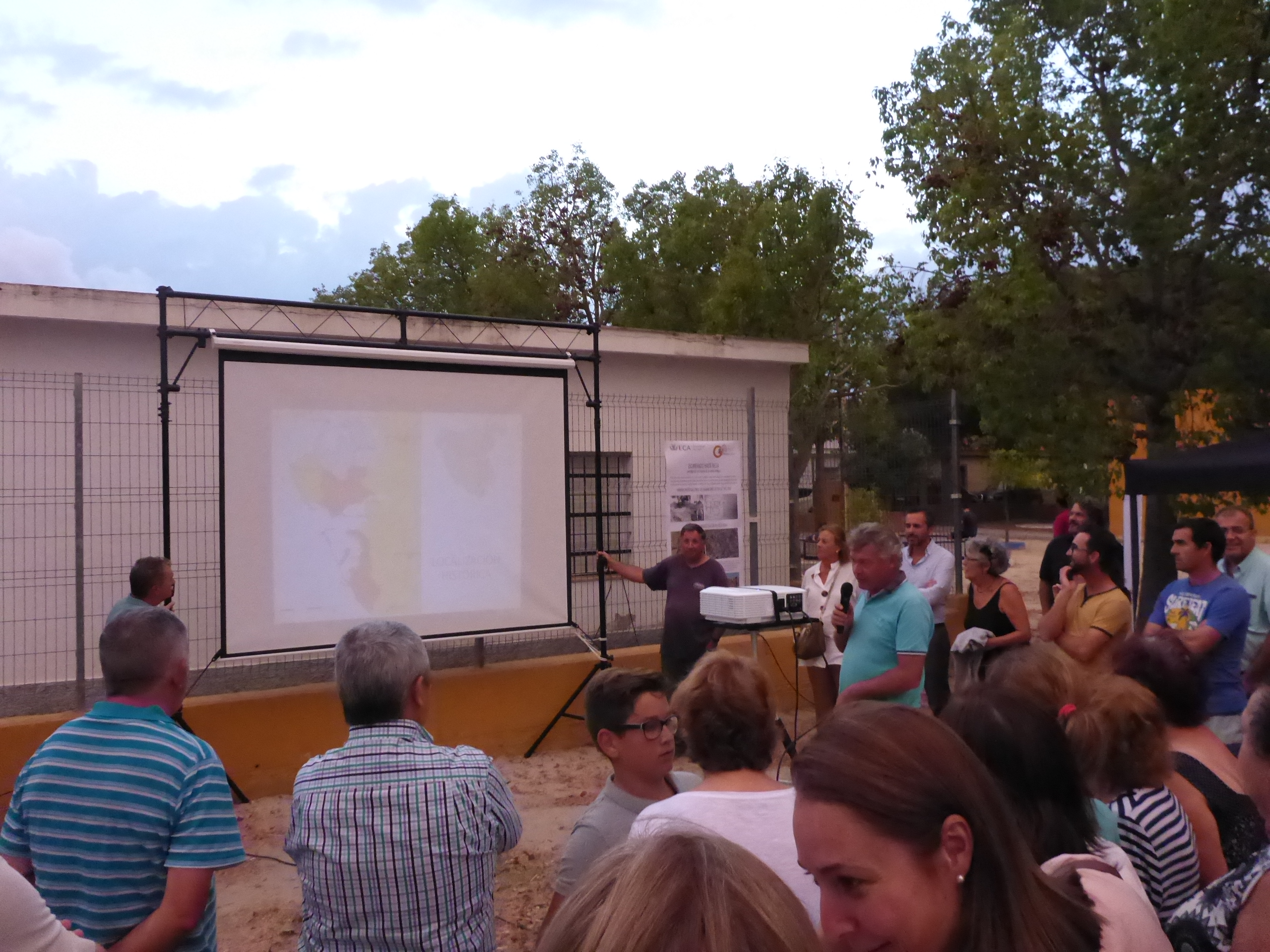
Presentación de resultados del proyecto arqueológico desarrollado por la Universidad de Cádiz en 2018

A nivel social se ha creado una Plataforma Ciudadana por el yacimiento, a la que en 2019 se unieron todos los grupos políticos locales.
En 2020 se pone en marcha el "Plan Director" del yacimiento.